# Chen Qi
Chen Qi (chinês: 陈玘: Nantong, 15 de abril de 1984) é um ex-mesa-tenista chinês.

## Carreira
Chen Qi representou seu país nos Jogos Olímpicos de 2004, na qual conquistou a medalha de ouro em duplas.